# NIFL Premiership
NIFL Premiership (NIFL – Northern Ireland Football League) – najwyższa w hierarchii klasa męskich ligowych rozgrywek piłkarskich w Irlandii Północnej, będąca jednocześnie najwyższym szczeblem centralnym (I poziom ligowy), utworzona w 1890 roku i od samego początku zarządzana przez Związek Piłkarski Irlandii Północnej (IFA). Zmagania w jej ramach toczą się cyklicznie (co sezon) i przeznaczone są dla 12 najlepszych krajowych klubów piłkarskich. Jej triumfator zostaje Mistrzem Irlandii Północnej, zaś najsłabsze drużyny są relegowane do NIFL Championship (II ligi północnoirlandzkiej).

## Historia
Mistrzostwa Irlandii Północnej w piłce nożnej rozgrywane są od 1890 roku. Liga Irlandii Północnej jest drugą najstarszą ligą na świecie, będąc starszą o jeden tydzień niż Scottish Football League. tylko liga angielska jest starsza. Rozgrywki Irish Football League zostały utworzone jako rozgrywki piłkarskie dla klubów z całej Irlandii w 1890 (zwłaszcza, że początkowo wszystkie kluby miały swoje siedziby na terenie Irlandii Północnej). Tak powstała liga Irlandii Północnej, która wraz z odłączeniem się od Irlandii w 1921 oddzieliła też swoją ligę i związek. Liga nie powinna być mylona z League of Ireland, która jest najwyższą klasą rozgrywkową w sąsiedniej Irlandii. W 2003 związek utworzył nowe rozgrywki pod nazwą Irish Premier League (IPL). Irish Football League zachowało swoją oddzielność, ale kontrolowało tylko dwie ligi. W następnym roku i te ligi przeszły pod zwierzchnictwo związku. W 2008 liga Irlandii Północnej ponownie została zreorganizowana i zmieniła nazwę na IFA Premiership. Liga została zredukowana do 12 zespołów. W sezonie 2008/2009 rozgrywki były sponsorowane przez JJB Sports i nazywały się JJB Sports Premiership. W sezonie sponsorem rozgrywek jest Carling, a liga nosi nazwę Carling Premiership. W sezonie 2013/14 liga zmieniła nazwę na NIFL Premiership.

## System rozgrywek
Obecny format ligi zakładający podział rozgrywek na 2 rundy obowiązuje od sezonu 2008/09.
Rozgrywki składają się z 38 kolejek spotkań rozgrywanych pomiędzy drużynami systemem kołowym. W czasie sezonu, który zwykle trwa od sierpnia do maja, każdy klub gra z pozostałymi trzy razy – raz albo dwa razy u siebie i na wyjeździe lub odwrotnie. Po tej fazie rozgrywek, w której wszystkie kluby rozegrają 33 mecze, ligę dzieli się na „Grupę Mistrzowską” i „Grupę Spadkową”, z których każda liczy po 6 zespołów, przynależność do danej grupy determinuje pozycja w tabeli po 33 kolejkach, odpowiednio – drużyny z miejsc 1-6 i 7-12. Następnie każdy klub gra z każdym ze swojej grupy – 5 meczów, razem 38 spotkań w sezonie. Drużyny z „Grupy Spadkowej” nie mogą ukończyć sezonu na miejscu wyższym niż 7., nawet jeśli zdobyły więcej punktów. Od sezonu 2008/09 w lidze występuje 12 zespołów. W przeszłości liczba ta wynosiła od 4 do 16. Drużyna zwycięska za wygrany mecz otrzymuje 3 punkty (do sezonu 1985/86 2 punkty), 1 za remis oraz 0 za porażkę.
Zajęcie pierwszego miejsca po ostatniej kolejce spotkań oznacza zdobycie tytułu Mistrzów Irlandii Północnej w piłce nożnej. Mistrz Irlandii Północnej kwalifikuje się do eliminacji Ligi Mistrzów UEFA. Druga oraz trzecia drużyna zdobywają możliwość gry w Lidze Europy UEFA. Również zwycięzca Pucharu Irlandii Północnej startuje w eliminacjach do Ligi Europy lub, w przypadku, w którym zdobywca krajowego pucharu zajmie pierwsze miejsce w lidze – możliwość gry w eliminacjach do Ligi Europy otrzymuje również zwycięzca turnieju play-off dla drużyn z miejsc 4-7 w klasyfikacji końcowej. Zajęcie ostatniego miejsca wiąże się ze spadkiem drużyny do NIFL Championship. Przedostatnia drużyna w tabeli walczy w barażach play-off z drugą drużyną NIFL Championship o utrzymanie w najwyższej lidze.
W przypadku zdobycia tej samej liczby punktów, klasyfikacja końcowa ustalana jest na podstawie wyniku dwumeczu pomiędzy drużynami, w następnej kolejności, w przypadku remisu – na podstawie różnicy bramek w pojedynku bezpośrednim, następnie na podstawie ogólnego bilansu bramkowego osiągniętego w sezonie, większej liczby bramek zdobytych oraz w ostateczności za pomocą losowania.

## Skład ligi w sezonie 2025/26
| Uczestnicy poprzedniej edycji | Uczestnicy poprzedniej edycji | Uczestnicy poprzedniej edycji | Uczestnicy poprzedniej edycji |
| --- | ----------------------------- | ----------------------------- | ----------------------------- |
| LIN | Linfield F.C.                 | Belfast                       | 1                             |
| LAR | Larne F.C.                    | Larne                         | 2                             |
| GLB | Glentoran F.C.                | Belfast                       | 3                             |
| DSW | Dungannon Swifts F.C.         | Dungannon                     | 4                             |
| COL | Coleraine F.C.                | Coleraine                     | 5                             |
| CRS | Crusaders F.C.                | Belfast                       | 6                             |
| CLI | Cliftonville F.C.             | Belfast                       | 7                             |
| PDN | Portadown F.C.                | Portadown                     | 8                             |
| BAL | Ballymena United F.C.         | Ballymena                     | 9                             |
| GLL | Glenavon F.C.                 | Lurgan                        | 10                            |
| po barażach |                               |                               |                               |
| CKR | Carrick Rangers F.C.          | Carrickfergus                 | 11                            |
| Spadek z NIFL Premiership 2024/25 |                               |                               |                               |
| LOU | Loughgall F.C.                | Loughgall                     | 12                            |
| Awans z NIFL Championship 2024/25 |                               |                               |                               |
| BAN | Bangor City                   | Bangor                        | 1                             |
| Oznaczenia: - kolumna pierwsza – skróty nazw drużyn, - kolumna trzecia – siedziba klubu, - kolumna czwarta – miejsce zajęte w poprzednim sezonie. |                               |                               |                               |

## Statystyka

### Tabela medalowa
Mistrzostwo Irlandii Północnej zostało do tej pory zdobyte przez 13 różnych drużyn.
Stan po sezonie 2023/24.
| Lp. | Klub                 | Miejsca na podium | Miejsca na podium | Miejsca na podium | Zwycięskie sezony |    |    | |
| --- | -------------------- | ----------------- | ----------------- | ----------------- | --- | -- | -- | --- |
| Lp. | Klub                 | 1.                | Linfield          | 56                | Zwycięskie sezony | 25 | 16 | 1890/91, 1891/92, 1892/93, 1894/95, 1897/98, 1901/02, 1903/04, 1906/07, 1907/08, 1908/09, 1910/11, 1913/14, 1921/22, 1922/23, 1929/30, 1931/32, 1933/34, 1934/35, 1948/49, 1949/50, 1953/54, 1954/55, 1955/56, 1958/59, 1960/61, 1961/62, 1965/66, 1968/69, 1970/71, 1974/75, 1977/78, 1978/79, 1979/80, 1981/82, 1982/83, 1983/84, 1984/85, 1985/86, 1986/87, 1988/89, 1992/93, 1993/94, 1999/2000, 2000/01, 2003/04, 2005/06, 2006/07, 2007/08, 2009/10, 2010/11, 2011/12, 2016/2017, 2018/19, 2019/2020, 2020/21, 2021/22 |
| 2.  | Glentoran            | 23                | 24                | 26                | 1893/94, 1896/97, 1904/05, 1911/12, 1912/13, 1920/21, 1924/25, 1930/31, 1950/51, 1952/53, 1963/64, 1966/67, 1967/68, 1969/70, 1971/72, 1976/77, 1980/81, 1987/88, 1991/92, 1998/99, 2002/03, 2004/05, 2008/09 |    |    | |
| 3.  | Belfast Celtic       | 14                | 4                 | 8                 | 1899/1900, 1914/15, 1919/20, 1925/26, 1926/27, 1927/28, 1928/29, 1932/33, 1935/36, 1936/37, 1937/38, 1938/39, 1939/40, 1947/48                                                                                |    |    | |
| 4.  | Lisburn Distillery   | 6                 | 8                 | 11                | 1895/96, 1898/99, 1900/01, 1902/03, 1905/06*, 1962/63 |    |    | |
| 5.  | Crusaders            | 7                 | 4                 | 6                 | 1972/73, 1975/76, 1994/95, 1996/97, 2014/15, 2015/16, 2017/2018 |    |    | |
| 6.  | Cliftonville         | 5                 | 7                 | 8                 | 1905/06*, 1909/10, 1997/98, 2012/13, 2013/14 |    |    | |
| 7.  | Portadown            | 4                 | 10                | 7                 | 1989/90, 1990/91, 1995/96, 2001/02 |    |    | |
| 8.  | Glenavon             | 3                 | 10                | 7                 | 1951/52, 1956/57, 1959/60 |    |    | |
| 9.  | Larne                | 2                 | 0                 | 1                 | 2022/23, 2023/24 |    |    | |
| 10. | Coleraine            | 1                 | 11                | 10                | 1973/74 |    |    | |
| 11. | Derry City           | 1                 | 7                 | 3                 | 1964/65 |    |    | |
| 12. | Queen’s Island       | 1                 | 3                 | 0                 | 1923/24 |    |    | |
| 13. | Ards                 | 1                 | 1                 | 5                 | 1957/58 |    |    | |
| 14. | Ballymena United     | 0                 | 2                 | 5                 | |    |    | |
| 15. | Ulster               | 0                 | 2                 | 0                 | |    |    | |
| 16. | Bangor               | 0                 | 1                 | 2                 | |    |    | |
| 17. | Shelbourne           | 0                 | 1                 | 1                 | |    |    | |
| 18. | Lancashire Fusiliers | 0                 | 0                 | 1                 | |    |    | |
| 18. | Newry Town           | 0                 | 0                 | 1                 | |    |    | |